# Ptilodon cucullina
Ptilodon cucullina là một loài bướm đêm thuộc họ Notodontidae. Nó được tìm thấy ở châu Âu.
Sải cánh dài 35–40 mm. The moths are on wing từ tháng 5 đến tháng 7 tùy theo địa điểm.
Ấu trùng ăn Acer campestris và sometimes Acer pseudoplatanus.

## Hình ảnh

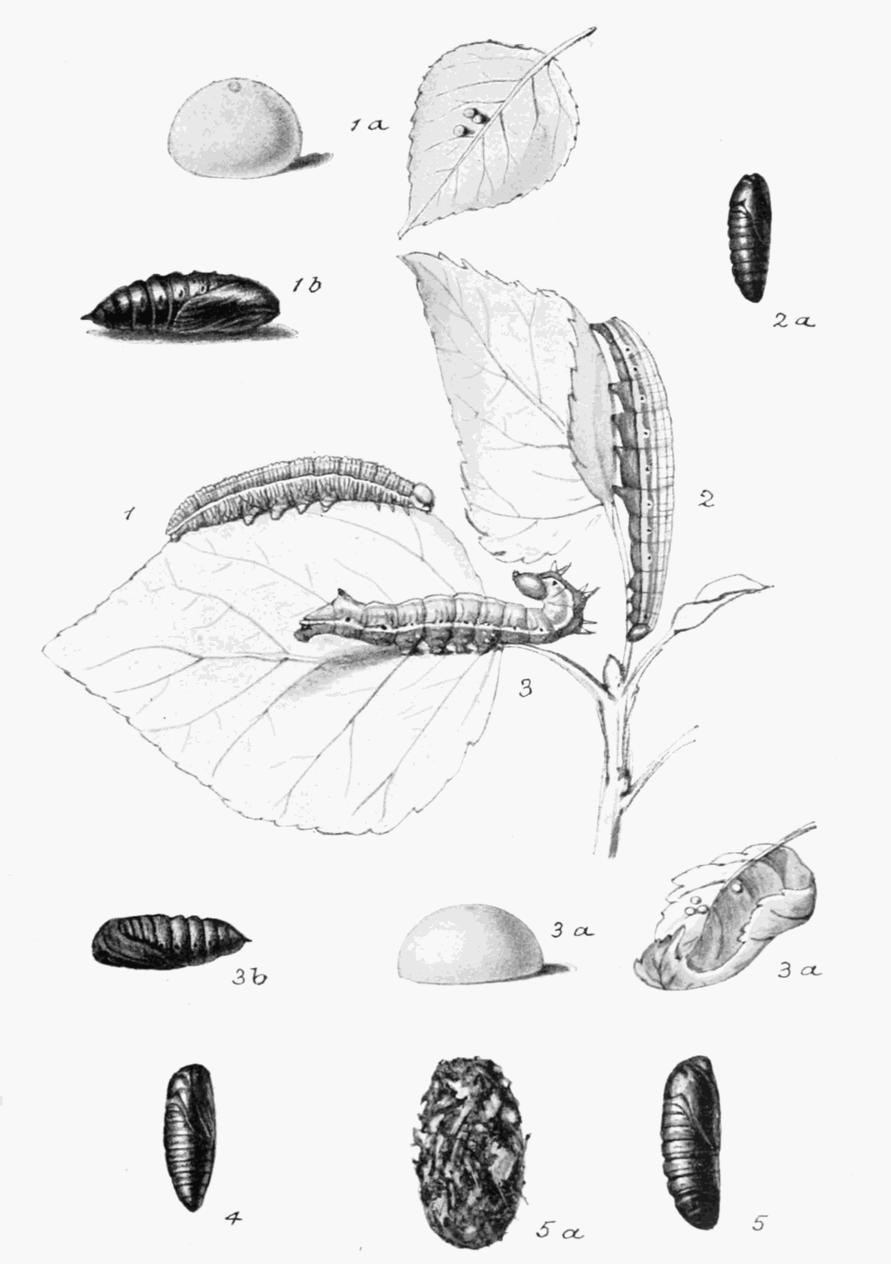
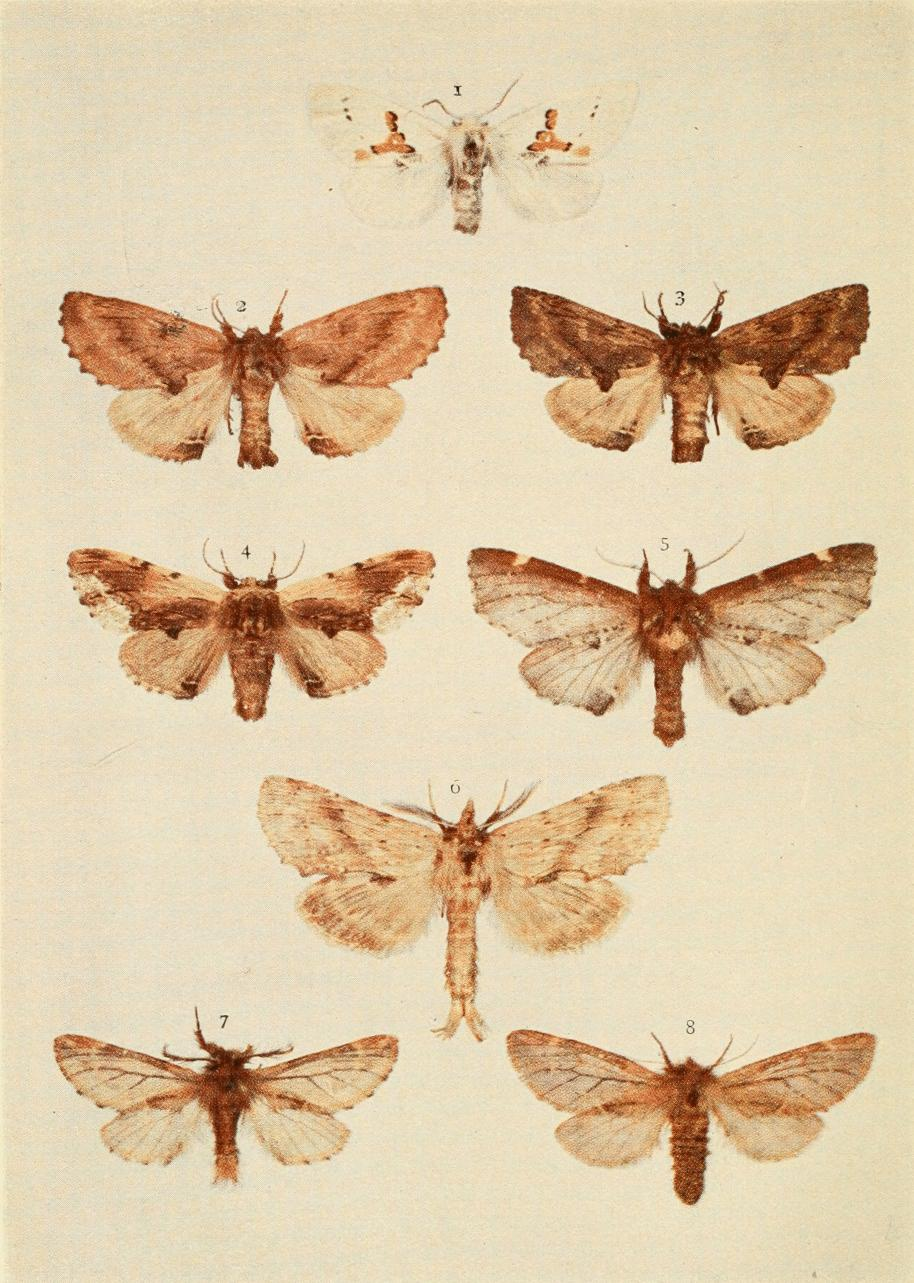
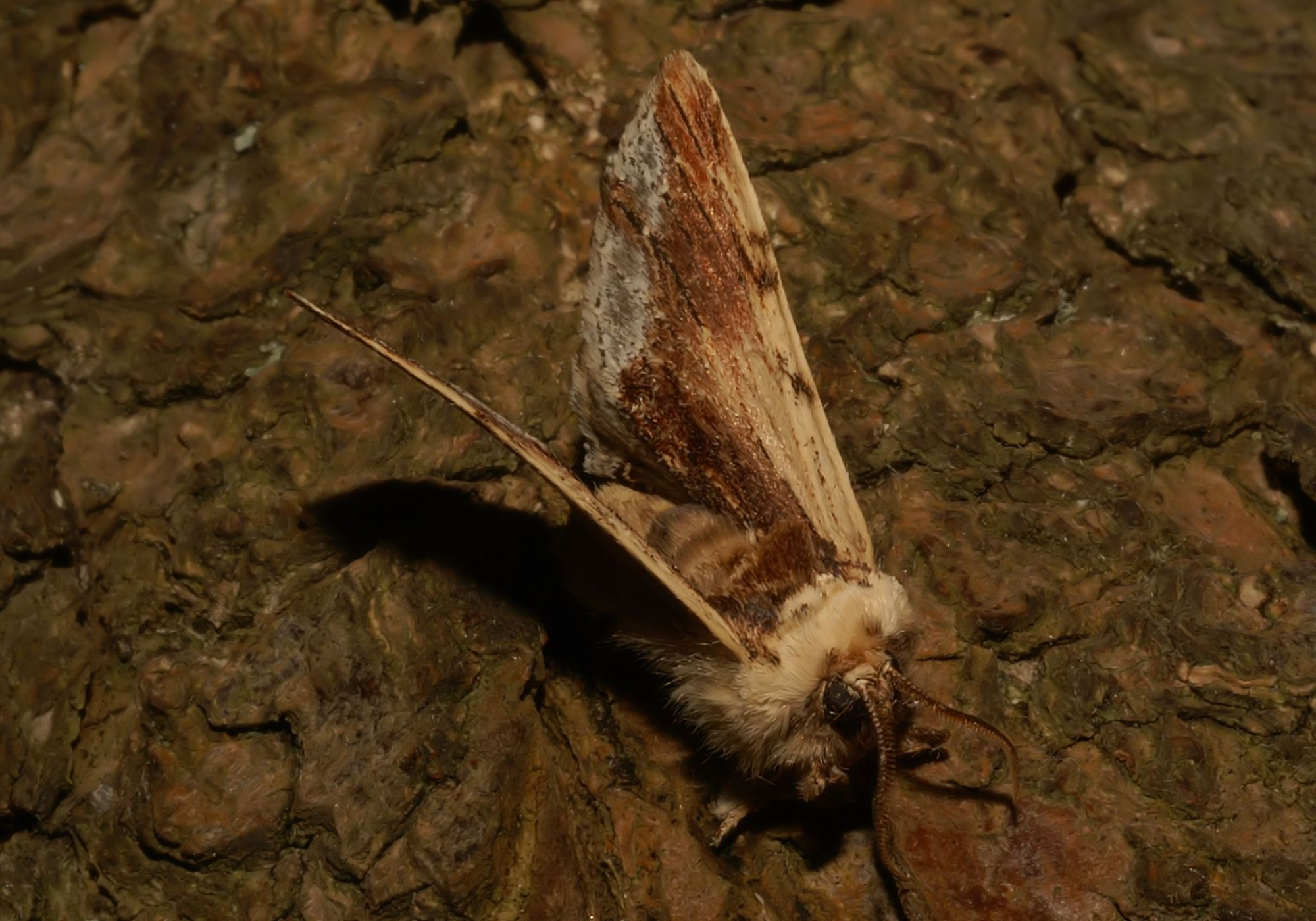
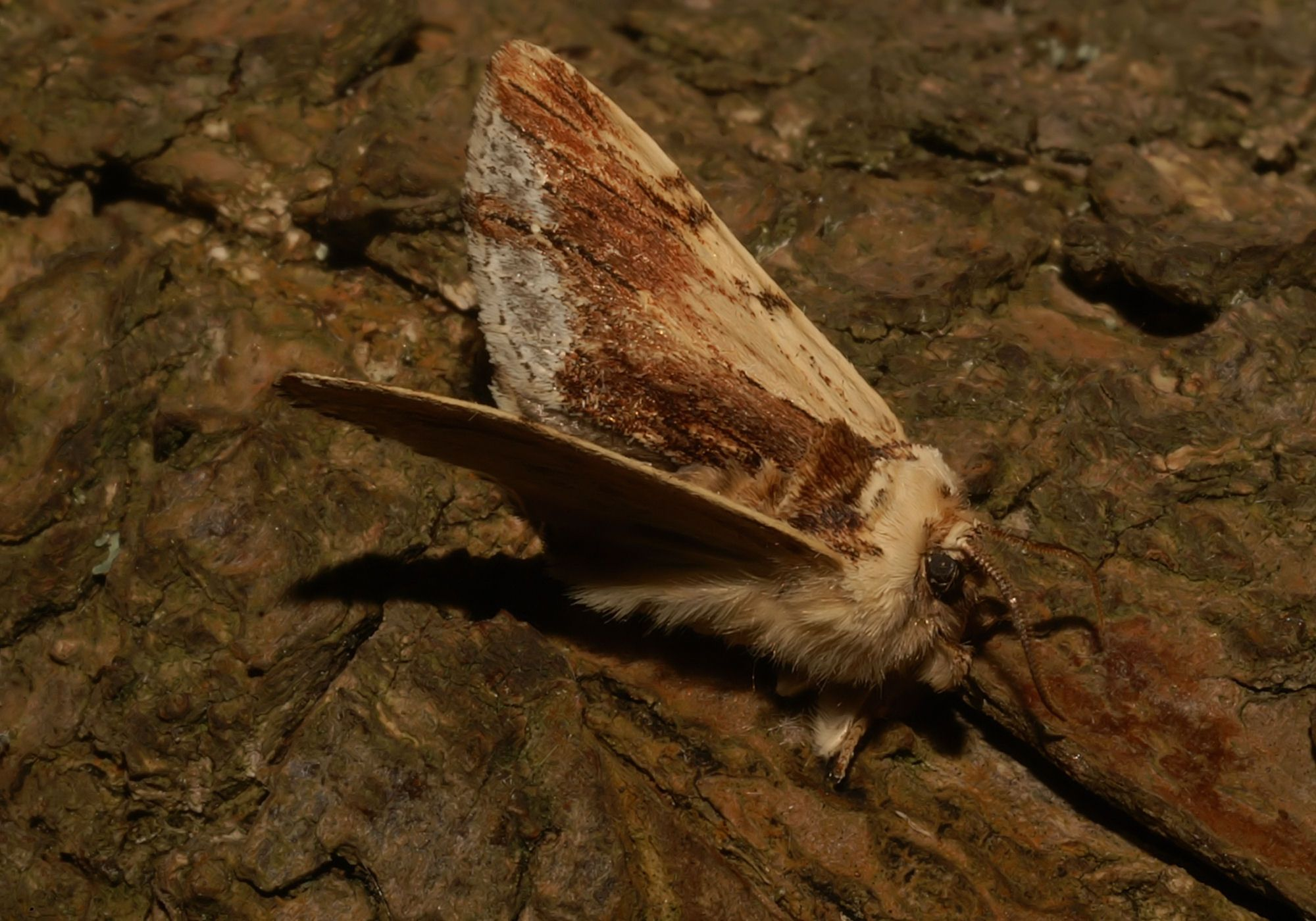